# 精神科の薬
精神科の薬（せいしんかのくすり、英語: psychiatric medication）は、脳の様々な回路と神経系に対して化学的に作用をもたらす目的で摂取される、認可された向精神薬である。精神科で処方される薬の大半は合成化合物だが、一部は天然由来か天然にも存在する物質である。ハイリスク薬も多い。20世紀半ばから、こうした薬は多様な精神障害の治療を開拓し、長期入院が減った結果、精神保健看護にかかる負担を低下させた。

1993年にアメリカで認可された抗うつ薬であるベンラファキシン

2007年にアメリカで認可された抗うつ薬であるデスベンラファキシン

製薬会社は、商業的に成功した医薬品の類似の化学構造を持つあるいは似たような作用をもたらす医薬品を医薬品設計し、特許を取得しなおし販売してきた。製薬会社は、病気喧伝を通して市場を拡大してきており、生物学的検査の不要な精神科はこの境界の操作に弱かった。
国際的に過剰摂取による死亡が増加している。
睡眠薬や抗不安薬のような抑制剤は習慣性医薬品や麻薬及び向精神薬取締法における向精神薬に指定されている。
日本では、1990年代より適正な薬剤の使用法が模索されており、診療ガイドラインが活用されている。
薬物乱用の危険性がある医薬品は向精神薬に関する条約により国際的管理下にあり、批准する各国は同様の法律を有する。
中には身体に離脱症状を生じる身体的依存を示す薬物があり、大量又は長期間の投薬は危険性を増加させるため慎重を要する。しかしながら、処方薬に対する薬物依存症の増加の問題や、離脱症状について知らない医師が存在することが報告されており、薬物依存症についての知識が欠けていることが指摘されている。

## 歴史

### 近代
20世紀前半までは、スコポラミン、アトロピン、抱水クロラールやバルビツール酸系、モルヒネなどのカクテルが用いられたが、治療薬とまではみなされず間に合わせの薬であった。
1884年には、精神科医のジークムント・フロイトは患者とその家族にコカインを投与した結果の論文を書いた。フロイトの同僚のケラーがコカインの麻酔作用を発見した。1930年代にも、フロイトは『文明とそれの不満』において、躁病を示す体外物質のようなものが体内にもあると考えるようになったと記している。
1930年代には、バルビツール酸によって持続的に睡眠状態にする治療は、統合失調症に対する唯一の多少有効な治療法であった。しかしこの治療による死亡率は約5%であった。
1941年ごろから日本ではメタンフェタミンが、精神科の方面から仕事の能率を高めるなどとして宣伝され乱用を経て、1951年には覚醒剤取締法が制定される。この乱用は国際的にも著名なものであった。
サンド社によるLSDは1943年に合成され、このころはまだ精神分析が全盛であり分析を補助する目的にて用いられた。他にもアルコール依存症の治療などに用いられた。また1960年代に規制されるまで乱用され、サマー・オブ・ラブといったヒッピー・ムーブメントを生み出した。

### 近代的な精神薬理学のはじまりと限界
近代的な精神薬理学は、1949年のジョン・ケイドによるリチウムの治療作用の発見、あるいは1952年の抗精神病薬のクロルプロマジンの治療効果の発見からはじまるとされる。
その発見は偶然であり、ベンゾジアゼピンとリチウムの鎮静作用は動物にて偶然見つかり、抗結核薬はヒトで偶然に気分を改善し抗うつ薬となり、鎮静剤としてのクロルプロマジンは統合失調症に効果を現し抗精神病薬となった。
フランスの外科医、アンリ・ラボリは、麻酔科医のユグナーと共に遮断カクテル（カクテル・リティック）を用い、致死性の手術後ショック反応を減らすという目的でバルビツール酸系の作用を増強することであり、プロメタジンが試された後に、さらなる効果を求めてクロルプロマジンを試しクロルプロマジンを麻酔薬とみなした。その内容の一例は、クロルプロマジン、プロメタジン、メペリドンといった組み合わせであった。
そして、これとは別にパリにあるサンタンヌ病院のジャン・ドレとピエール・ドニケルは1952年の5月から7月にかけて、麻酔薬の増強といったことにも用いられているが、クロルプロマジンを単独で用いても妄想を緩和したりするといった一連の研究論文を公開する。1970年代には、抗精神病薬による遅発性ジスキネジアの副作用のために各社は訴えられ、100万ドル規模の和解金を支払い、その後20年新しい抗精神病薬の登場はなかった。

フェノチアジンは、殺菌剤や精神科治療薬の基礎となる構造を持つ。
メチレンブルーは、合成染料の1つである。
クロルプロマジンは、最初の抗精神病薬。その化学構造。

クロミプラミンは、初期の三環系抗うつ薬。3つの環が特徴とされる。
カルバマゼピンは抗てんかん薬である。気分安定薬としても用いられる。
オクスカルバゼピン。このように単純な化学構造の違いによっても、別の医薬品として特許が取得しなおされる。

1955年に発売されたのは、トランキライザー（精神安定剤）のメプロバメートであり、その商品名はミルタウンである。多くの雑誌が、ハッピーピル、心の平和の薬などとしてとりあげ、爆発的に販売された。薬局は「ミルタウン売り切れ」「ミルタウン明日入荷」といった張り紙さえした。日本の新聞においても、文化病・都会病、ノイローゼの薬として広告され、主婦のイライラや赤子の夜泣きへの効能が謳われている。世界保健機関による薬物の専門委員会の1957年の、報告書では静穏剤（Traquilizing Drug）、アタラシックなどが非常に急速に使用量が増えて、バルビツール酸系と似た離脱症状が生じているという報告がなされている。乱用の後に市場から姿を消した。
1960年代には、効果の似たベンゾジアゼピン系の薬剤が登場する。ベンゾジアゼピン系は「精神安定剤」として家庭の常備薬のように販売された。トリアゾラム（ハルシオン）は国際的には1977年、日本では1982年に発売された。（以前の睡眠薬と比較して短時間作用のため）翌日への持ち越し効果がなく処方は増加したが、世界中での乱用にもつながった。データのねつ造および副作用の虚偽の報告がなされていることが発覚し、イギリスの保健省はトリアゾラムの販売を中止した。
抗精神病薬のクロザピンには致命的な副作用があったが、遅発性ジスキネジアがないためクロザピンの受容体結合特性を模倣したリスペリドン（リスパダール）、ジプラシドン（ジオドン）、クロザピンの分子構造を若干修正したクエチアピン（セロクエル）、オランザピン（ジプレキサ）が合成され、90年代以降に市場に出ることになる。

1970年代に認可された抗精神病薬のクロザピン。抗精神病薬のなかでも有効性が高いとみられている。しかし、致命的な無顆粒球症の副作用があるため一度市場から撤退した。治療薬物モニタリングの技術の向上により、1990年代に再度市場に登場した。
1990年代に認可された抗精神病薬のオランザピン。クロザピンと同じ有効性をもちながら無顆粒球症がない薬を探索して開発された。しかし、従来の抗精神病薬と有効性に違いはなかった[37]。

1980年代には依存と離脱症状の問題があらわとなったベンゾジアゼピン系にかわり、その市場に新しい抗うつ薬である選択的セロトニン再取り込み阻害薬 (SSRI) が参入した。そして、それも2003年から2004年にかけて、欧米で（SSRIのひとつ）パロキセチンが小児の自殺を誘発するという試験が隠蔽されていたという話題が持ち上がると、双極性障害の売り込みへと変わっていった。
アメリカ国立精神衛生研究所(NIMH)の所長のトーマス・インセルによれば、およそ60年にわたって同じような薬ばかり作っており、単に販売手法に秀でていたにすぎない。新世代の薬は、従来の薬を上回る有効性を示すことができていない。
模倣薬(me too drug)を合成し続ける戦略は限界を迎え、2010年にはグラクソ・スミスクライン、アストラゼネカ、メルクなどの大手製薬会社が精神科領域の薬の開発から撤退を始めた。大手製薬会社の似たような傾向が続いた。この分野の薬は、承認まで平均18年かかる。
偶然の発見からはじまった精神薬理学は、疾患と製薬開発の科学的な基礎となる根本的なデータを欠如したまま60年が経過し頓挫したのである。
初期の発見に基づいて多くの薬剤が開発されてきたが、それらは神経科学の進歩ではなく、新たにケタミンが気分を改善したり、シロシビンが長期的な気分の改善を生じさせるという偶然の発見が得られている。
このためこれまで異なった作用機序を持つ、従来からある医薬品に再び焦点が当たっている。アメリカでは麻酔薬のケタミンを治療抵抗性のうつ病に投与するクリニックが登場している。イギリスでは、医学研究審議会（MRC）の資金提供を受け、2015年に（マジックマッシュルームの成分）シロシビンを治療抵抗性うつ病の治療に用いる研究が開始され、結果は12人の約半分は服用体験から3週間後に寛解に達した（うつ病の基準を満たさなかった）。MDMAを用いた心理療法の治験が進行しており、また大麻の成分であるカンナビジオール (CBD) は、抗精神病薬の特性が報告されている。
健康の権利に関する国連特別報告者であるダイニウス・プラスは、2017年の国連人権理事会への報告書でも強調してきたことだが、生物医学的な解釈が乱用され過剰に生物医学的に医療化されることで、精神保健の問題を解決するには、問題が起きた脳に対し投薬が必要というように考えられがちになり危機に陥っているが、心理社会的な側面、貧困や暴力からの解放は重要であり、これこそが人権に基づく手法であることを強調してきた。

### 日本
1894年（明治27年）呉秀三の『精神病学集要』には、麻酔剤としてモルヒネ、あへん、カンナビノン、催眠剤として抱水クロラールやクロロホルムといったものが挙げられる。1955年ころまで、主に鎮静催眠剤が主であった。
1965年の第2回精神病理・精神療法学会シンポジウムでは、レボメプロマジン（ヒルナミン、レボトミン）やジアゼパム（セルシン）やLSDによる薬物精神療法が提唱された。LSDによる精神分析の翻訳書も出版されている。1964年の『精神科治療学集大成』では100-200ミリグラムとされた抗精神病薬の維持量は、1970年代に200-300ミリグラムの例が多くなり、1993年では平均1000ミリグラムを超えた。

厚生労働省自殺・うつ病等対策プロジェクトチームは診療ガイドラインの活用を提唱しており2013年に「統合失調症に対する抗精神病薬多剤処方の是正に関するガイドライン」が公開された。
2016年には日本精神薬学会が発足し、多剤大量処方を改善するための「向精神薬減量ガイドライン」の策定を計画している。

## 違法なマーケティング
この領域の薬の販売拡大は、違法なマーケティング活動によって支えられていた。
- 2012年、グラクソ・スミスクライン、30億ドル（アメリカ合衆国）- パキシルについて、同社は子供への有効性を示すのに失敗したというデータにもかかわらずパキシルの子供や青年への適応外用途をうたった― 抗うつ薬のウェルブトリン(Wellbutrin)の、体重減少、物質乱用と性的機能不全を含む適応外用途のマーケティングのため。抗てんかん薬ラミクタールの適応外用途のマーケティング[60]。
- 2012年、ジョンソン・エンド・ジョンソン、15億ドルから20億ドル。リスパダールの子供や認知症の高齢者への、適応外用途のマーケティングによる。[59]
- 2012年、アボット・ラボラトリーズ。15億ドル。デパコートを、同薬のその用途について有効という証拠がないにも関わらず、知的障患者の興奮や攻撃性に用いるための適応外用途のマーケティング[61]。
- 2009年、イーライリリー、14億ドル。ジプレキサの子供と高齢認知症患者に対する適応外用途のマーケティングによる。それらは統合失調症と双極性障害対する治療にしか認可されていない[62]。
- 2010年、アストラゼネカ、5.2億ドル。セロクエルの子供や高齢者への適用外用途のマーケティングによる[63]。
- 2009年、ファイザー、3.01億ドル。ジオドン(Geodon)の適用外用途のマーケティングによる[64]。
- 2007年、ブリストル・マイヤーズ スクイブ、5.15億ドル。エビリファイの子供と青年、認知症を患う高齢患者に対する、適用外用途のマーケティングによる[65]。
- 2004年、ファイザー、4.3億ドル。ニューロンチンの適用外用途のマーケティングによる[66]。

## 研究
精神薬理学は、様々な類型の向精神特性を持つ物質を広範に研究している。薬理学と精神薬理学の専門および商業分野では、研究の中心は幻覚剤や娯楽薬ではなく、精神科の薬に関してである。両分野におけるすべての向精神薬に関する研究では、精神薬理学はその向精神作用と脳における化学的作用に着目する。こうした薬物を研究する医師は精神薬理学者であり、精神薬理学の分野における専門家である。 近年、幻覚剤の分野での研究が増えている；この種類の薬物が発見が近年であるか、またいずれにせよ精神医学的に有用性が認められるという事実によってである。

## 管理
精神科の薬は処方箋医薬品であり、入手には精神科医や精神科正看護師(psychiatric nurse practitioner:PMHNP)のような、医師による処方箋が必要である。アメリカ合衆国とその領土の一部では、心理学者のための処方権運動の創出を受けて、医療心理学に関する追加の専門教育と訓練を受けた臨床心理学者に、処方特権が与えられた。
向精神薬に関する条約のような国際条約が公布されており、乱用の危険性のため国際的な管理下にある薬は、覚醒剤、ベンゾジアゼピン系薬やバルビツール酸系薬のような抗不安薬/睡眠薬、幻覚剤や大麻である。
処方権に対して、不十分な教育と、マーケティングによる強力な干渉が存在する。

## マーケティングによる干渉
アメリカ合衆国の製薬産業は、食品産業や自動車産業を抜き、最も広告費を使う産業に成長した。アメリカでは、日常茶飯事となった適用外用途の使用を勧める、違法なマーケティングへの制裁が立て続けに起こり、それぞれが罰金の史上最高額を塗り替えている。
製薬会社が広告する試験の結果は、良い結果が出たものに限られる傾向がある。2003年から2010年にかけて、否定的な研究が公開されない出版バイアスの問題が取り沙汰された。2004年8月に、グラクソスミスクラインの抗うつ薬パロキセチン（商品名パキシル）の否定的な試験である、小児の自殺の危険性を高めるという試験結果を公表しなかったことなどによる裁判の結果、全試験結果を公表することで合意された。
2005年8月には、世界保健機関による国際的な臨床試験の登録制度であるICTRP(International Clinical Trials Registry Platform)の設立や、2007年FDA改正法(FDAAA)における登録の義務付け、同様に最初の被験者を募集する前に登録をするという、2008年の世界医師会によるヘルシンキ宣言改訂につながった。
ほかにも、出版バイアスを除外した有効性についてのメタアナリシスは、イギリスの診療ガイドラインに影響を与えた。英国国立医療技術評価機構(NICE)の2009年の改定されたうつ病に対する臨床ガイドラインは、軽症以下のうつ病に抗うつ薬を使用してはいけない(Do not use antidepressants)とした。
国連子どもの権利委員会は、注意欠陥多動性障害(ADHD)が、薬物治療によって治療されるべき疾患であるとみなされていることを懸念し、診断数の推移の監視や調査研究が製薬会社と独立して行われるようにと提言している。
日本では、医薬情報担当者(MR)の数が増え続けてきた背景があり、企業は売り上げの9割以上を処方箋医薬品に頼っている。そのためMRの接待による癒着が過剰を極め、交通費や宿泊費、飲食費を製薬会社が負担する会合に、高級クラブやゴルフ場での接待が行われるようになった。しかし2012年4月には、国際的にも癒着に厳しくなった情勢に鑑み、また患者が被る不利益や、公的な医療制度に頼る医薬品制度であることから、厳しい自主規制の策定に乗り出した。

## 薬理学の不十分な知識
同時に不十分な知識により患者は危険に晒される。
英国精神薬理学会(British Association for Psychopharmacology)関連の指導者層は、2011年にも、大抵の医師が精神薬理学について十分ではないかもしれない修習課程や独習または実地によっており、危険性/利益に基づき向精神薬を利用するためには、過剰投与と多剤投与、不十分なモニタなどに改善の余地があることを指摘している。
過剰投与と多剤投与に関しては、同じ種類の薬を2つ以上出し、それぞれが限度用量まで出されれば過量服薬になっていることが理解されていないということである。
2004年の日本精神神経学会でも、抗精神病薬の単剤療法が推奨されることについて言及している。大量の抗精神病薬を投与し副作用が出るために副作用を抑える目的で、さらに抗パーキンソン病薬が用いられるような薬剤の投与方法は、日本において適正な投与方法が模索される以前の方法であり不適切である。ビペリデン（アキネトン、タスモリン）の添付文書には、このような副作用には無効で場合により悪化する旨が記載されている。
2008年には、過量服薬の危険性がある境界性人格障害のガイドラインが公開され、有効性が示されないベンゾジアゼピン系の薬剤の使用を避け処方するとしても数日から2週間程度とし、全体的にも抗うつ薬と抗精神病薬といった組み合わせは支持できず単剤療法を中心とすることが推奨されている。2009年のNICEによる同疾患のガイドラインは、自殺企図や自殺念慮の強い傾向がある場合には薬物療法を用いず、もし用いるとしても相対的に安全な薬で1週間をめどにし、効果がなければ中止することを推奨している。
2009年には、日本うつ病学会が大量処方を避けるという一般的な指摘行い、2012年にも単剤療法を原則とする旨のガイドラインを出している。
2010年には、精神科領域の4学会が合同で、しばしば過量服薬の原因になる医師による合理性のない不適切な多剤大量処方に対して注意喚起を行った。さらに2012年には、医薬品医療機器総合機構は、気分安定薬により重篤な副作用が生じているため過量に投薬せず、監視を行う旨の注意喚起を行っている。
2012年にも日本うつ病学会の診療ガイドラインは、乱用の可能性があり、睡眠薬として自殺企図時に危険なバルビツール酸系薬の処方を避け、その他においても漫然と処方すべきではないとしている。バルビツール酸系薬は、1950から1960年にかけて危険性が指摘されほかの薬剤にとってかわられた歴史があるのに関わらず、日本において2010年にも不審死からのバルビツール酸系のベゲタミンの成分の検出が増加している。
2013年には、厚生労働科学研究と日本睡眠学会によるガイドラインが公開され、睡眠薬として危険性の高いバルビツール酸系や多剤併用や漫然とした長期処方は避けることが推奨されている。
2013年7月には、認知症の特に周辺症状に対して、原則的にこれらの薬は用いないとするガイドラインが公開された。
2013年10月には、入院患者に多い証拠がないのにもかかわらず3剤以上用いられている抗精神病薬多剤を減薬するためのガイドラインが公開された。

## 薬物動態学
薬理学における薬物動態学は、薬物の吸収、分布、代謝、排泄の経路における薬物の動態に関する学問である。医薬品の添付文書における「年齢によって適宜減量する」といったものや、「相互作用」の項目の併用禁忌および併用注意にずらずらと並んでいる医薬品がそれである。
向精神薬の代謝ではシトクロムP450という酵素の一群が関与しており、複数の薬物が摂取されていることで相互に、吸収が促進されたり阻害されたり、効果を強めたり弱めたりする薬物相互作用が生じる。
精神科の薬では、およそすべてにおいてアルコールに関する注意が書かれ、各薬剤は相互に併用注意である。医薬品のみに生じるものではなく、カフェインといったほかの薬物や、食品とでも生じる。これは、相互に作用を強めたり、あるいは弱めたりするということである。投与量から予想されるよりも多く吸収されたり、ある薬剤が他の薬剤の効果を減弱させていないかを理解するために必要な知識である。ある薬剤の利尿作用により、ほかの薬剤の排出が高まったために、さらに他の薬剤の吸収が促進され中毒症状を呈した。併用することで吸収の促進が予想されるため、投与量を半減する、といった判断を行うために必要である。
シトクロムP450に属するそれぞれの酵素は、3文字の数字とアルファベットで分類される。いくつかの例を挙げる。

### 2D6
2D6は、三環系抗うつ薬やSSRIやフェノチアジン系の抗精神病薬の代謝に関与する。

### 3A4
3A4ではベンゾジアゼピン系や非ベンゾジアゼピン系、三環系抗うつ薬、抗精神病薬、カルバマゼピンや、セントジョーンズワートなどがある。抗生物質や、麻酔薬、抗がん剤や、抗パーキンソン病薬、抗不整脈薬など代謝に関与する薬剤が多い。

### 1A2
1A2は、三環系抗うつ薬や抗精神病薬やカフェイン、また抗生物質や経口避妊薬の代謝に関与する。

## 診療ガイドライン
パニック障害に関する日本の2006年の診療ガイドラインは、SSRIを主とし、ベンゾジアゼピン系の薬剤が追加されていても4週間以上ではSSRI単剤との有効性と等しいため、ベンゾジアゼピン系の薬剤は依存の危険性からも推奨されていない。
心的外傷後ストレス障害(PTSD)に関する2006年の日本のガイドラインは、第一選択として抗うつ薬のSSRIを推奨し、ベンゾジアゼピン系の薬剤は推奨できないとしている。2013年の世界保健機関のガイドラインは、PTSDに対するSSRIの投与は、トラウマに焦点を当てた認知行動療法やEMDRが失敗した時や、そうしたリソースを利用できない場合、あるいは、中等度以上のうつがみられる場合に考慮されるべきであり、最初の選択ではないとしている。また、児童や青年のPTSDにおいては抗うつ薬は使用されるべきではない。成人および児童に対する、急性外傷性ストレスに対して、ベンゾジアゼピンおよび抗うつ薬は投与してはいけないとしている。成人および児童に対して、ストレスの強い出来事のあった最初の1ヶ月に、不眠症に対してベンゾジアゼピンは投与されるべきではない。
摂食障害に関する日本の2012年のガイドラインは、SSRIによる短期間の根拠しかなく、従って、薬物療法は不十分であるため、薬物療法は補助と位置付けている。

## 有効性に関する根拠の質と出版バイアスの問題
有効性については、根拠に基づく医療(EBM)において、客観性の強いランダム化比較試験(RCT)の根拠の質が高いとみなされる。さらに複数のランダム化比較試験のデータを結合し分析するメタアナリシスが最も強い根拠である。個々のランダム化比較試験では、バイアス（偏り）がある可能性が残るためである。とりわけ、否定的な結果が出た場合に公開されないという出版バイアスが問題となっている。（#マーケティングによる干渉節も参照。）
出版バイアスを軽減する方法の一つに、情報公開法に基づいて、各国の規制機関から薬の認可のために提出された全データを入手し分析する手法がある。
たとえば、アメリカ食品医薬品局(FDA)の承認を得るためには、2つの肯定的な結果が出た試験が必要なだけで、有効性が示されるまで臨床試験の数をこなし、薬は承認されているが否定的な結果が出た試験は提出されたまま公開されていないため、情報公開法に基づいてこれらのデータを結合してメタアナリシスを行うと否定的な結果が示されることもある。つまり、本質的に薬を認可するための臨床試験そのものが、結果の良い試験だけの公開につながるというバイアスの下地となるわけである。
また、メタアナリシスは欧州で用いられる傾向があり、アメリカでは試験結果を結合してデータの分母を大きくするという形ではなく、強い資金力により大規模な試験そのものを行う傾向がある。つまり、以下のような違いである。アメリカ国立精神衛生研究所(NIMH)が出資した研究に、非常に大規模なランダム化比較試験があるのはそのためである。イギリスのコクラン共同計画は、定期的に各主題ごとのメタアナリシスを行い、システマティック・レビューとして公開している。
またさらに、ほとんど有効性の差が分からないような場合、試験に参加する患者数である分母を大きくすることでわずかながらの有効性の差が統計的に判明することになる。有効性の差が見出しにくい医薬品の認可を得るために、このような大規模な試験を行うことが高額な薬の開発費用につながり、研究資金の問題から研究開発の停滞につながっていった。

## 有効性
うつ病に対する抗うつ薬や、非定型抗精神病薬の有効性についての出版バイアスを除外したメタアナリシスは、共に偽薬に対する効果量(effect size)が0.32であり、英国国立医療技術評価機構(NICE)が臨床的に偽薬に対して意味のある効果があることを示す0.50を下回っていることが見出されている。コクラン共同計画が行ったシステマティック・レビューは、副作用を持つ偽薬（活性プラセボ）と抗うつ薬との間に有効性の違いがないことを見出している。アメリカ国立精神衛生研究所(NIMH)が出資したうつ病に対する投薬治療の研究であるSTAR*D計画を通し、NIMH所長のトーマス・インセルは、仮に効果の多くが偽薬効果だとしても、14週後にうつ病の症状がみられない寛解の比率は最善で約28%、1年後の寛解率は約70%であり不十分であると述べている。残りは4回薬を変更し寛解に達しなかったということである。また寛解に達した後に再発したものを除外した数字ではなく、一度寛解に達した比率である。インセルによれば抗うつ薬は、古い第一世代でも新しい第二世代でも反応が遅く反応する比率が低い。
また、抗うつ薬を増量するほどに効果が高まるわけではない。
| 投与量         | 偽薬群 | 100mgまで | 200mgまで | 250mgまで | 250mg以上 |
| -------------- | ------ | --------- | --------- | --------- | --------- |
| 改善率         | 34.8%  | 46.0%     | 53.3%     | 46.3%     | 48.3%     |
| 有害事象発現率 | 1倍    | 1倍       | 1.5倍     | 1.63倍    | 2.18倍    |

NIMHが出資し、統合失調症に対して、複数の種類の抗精神病薬が1493人にランダムに割り付けられた研究において、18カ月後、74%が効果不十分や副作用が原因で服薬を中止しており、古い定型の抗精神病薬と、新世代の非定型の抗精神病薬の有効性は同等で、非定型の抗精神病薬は体重増加のような代謝異常に関連していることが見出された。インセルによれば、4つのこのような大規模比較試験から、抗精神病薬の新しい世代のものは、古い第一世代のものを上回ることを見いだせていない。非定型の抗精神病薬は、大脳辺縁系に集中して作用するために錐体外路症状が少ないとされていたが、そのような特性は観察されていない。有効性が似ているにもかかわらず第二世代の抗精神病薬がのほうが良好だと感じられる理由について、この抗精神病薬の世代交代期に適切な投与量で投与されるようになったことがあげられる。しかしながら、代謝異常の副作用は第二世代の非定型抗精神病薬のほうが多い。
抗精神病薬も増量するほど効果が高まるわけではない。観察から、抗精神病薬の反応がみられる受容体占有率は65%であり、副作用の可能性が高まるのは高プロラクチン血症では72%、錐体外路症状は78%以上である。統合失調症に対して、リスペリドン（リスパダール）の最適量はそれ以上では副作用の発現率のみが上昇するため1日4mgである。同様にクエチアピン（セロクエル）では1日300mg、オランザピン（ジプレキサ）では1日10mgである。
双極性障害に対して、アメリカでNIMHが出資し4,361人の双極性障害の患者に対する大規模な試験であるSTEP-BD計画が実施され2005年に終結した。その一部を対象とした1年後の追跡調査で、躁やうつの気分エピソードがなかったの23%で、1つ以上の気分エピソードは45%（782人）で、32%（551人）が脱落していた。2年間の追跡では、いったん回復の定義を満たした全体の58.4%のうち、約半分の48.5%が再発した。つまり、回復を満たさなかったのは71%である。インセルによれば、双極性障害に対する治療は特に課題で、多くの人にとって気分の変動を抑制する薬がない。
2012年にもインセルは、精神薬理学の黄金時代を振り返って医薬品の売上とは裏腹に、うつ病、統合失調症、双極性障害などの一般的な障害を含む重篤な精神障害を有する人々の疾患の罹患率や死亡率が減少していないことを報告している。
心的外傷後ストレス障害(PTSD)に対してとりわけアメリカで問題になっている戦争帰還兵のPTSDにおいて、ベンゾジアゼピン系精神安定剤の使用は、ストレス症状を強め依存症につながる可能性があるため使用を推奨しないための強い証拠があり、非定型抗精神病薬の使用も使用を推奨できないことが強調されている。この根拠として、2012年のアメリカの不安障害協会の年次会議において、ベンゾジアゼピン系の抗不安薬の使用は、心的外傷後ストレス障害(PTSD)に対し視床下部-下垂体-副腎系(HPA)軸を抑制するためストレス症状を増大させ、また、恐怖反応はGABA作動性の扁桃体機能を介して消失されるが、このような学習や記憶を無効にするために悪影響であることが報告されている。さらにいえば、疲労と睡眠不足のために兵士に出される覚醒剤のメチルフェニデート（リタリン）やデキストロアンフェタミン（アデロール）がアドレナリン類の放出を高めることによって、戦闘時の外傷体験の記憶形成が強化され、兵士の心的外傷後ストレス障害の発生率が高まっているのではないかとも推測されている。
摂食障害に対して、2012年には『摂食障害国際ジャーナル』誌(International Journal of Eating Disorders)において、いかなる薬物治療の利益も示されていないが半数以上が投薬されていることを報告している。
不眠症に対して、非ベンゾジアゼピン系の睡眠薬の有効性を評価するために、出版バイアスを除外してメタアナリシスを行ったが、偽薬でも睡眠薬の半分の効果が見られ、睡眠の問題も十分に改善しないことが見出された。さらにベンゾジアゼピン系、非ベンゾジアゼピン系の睡眠薬では、睡眠作用に対して速やかに耐性が生じるため、同量では効果がなくなっていくのみである。離脱症状は治療用量でも生じるが、とりわけ長期間か高用量の使用の場合であり、そうして服用の中止が困難になれば薬物依存症の診断基準を満たす。さらにベンゾジアゼピン系、非ベンゾジアゼピン系やメラトニン受容体作動薬（ラメルテオン）でも抑うつ症状を増加させることが見出されている。

### 小児
うつ病に対する抗うつ薬に関しては、2013年にエスシタロプラム（レクサプロ）、セルトラリン（ジェイゾロフト）、ミルタザピン（レメロン）フルボキサミン（ルボックス）、ミルナシプラン（トレドミン）において、小児のうつ病には有効性が確認されなかったとの海外の試験結果があるため、18歳未満では慎重投与の旨が添付文書に記載された。グラクソスミスクライン社のパロキセチン（パキシル）については、以前から記載されており、添付文書の警告枠の中に、有効性が確認できないことと自殺の危険性が高くなっていることが確認されている旨が記載されている。
早期発症統合失調症の患者116人に対して、抗精神病薬をランダムに割り付けした二重盲検試験で、副作用や効果不十分などの脱落により1年後に服薬を維持できていたのは9人であり、優れた効能は実証されず、全員に代謝異常の副作用があった。
アメリカ国立精神衛生研究所(NIMH)が出資し、注意欠陥多動性障害(ADHD)の7歳から9歳の600人近い子供を追跡した大規模な研究であるMTA研究が実施された。結果は、投薬治療は、3年後の追跡調査では予後の不良に結び付けられており、8年後でも投薬の恩恵は見いだせなかった。

### 高齢者
認知症に対する非定型抗精神病薬の使用により、死亡率が1.6-1.7倍に高まっているため、2005年にアメリカ食品医薬品局(FDA)が警告を行った。その後、このような使用を促進した販売促進活動に対して、各製薬会社はアメリカ司法省により記録的な罰金が科された。（#違法なマーケティング節を参照）
不眠症の高齢者に対する睡眠薬（ザレプロン、ゾルピデム、ゾピクロン）の試験をメタアナリシスしたところ、ベンゾジアゼピン系と非ベンゾジアゼピン系では、睡眠の質および、認知機能や転倒や交通事故を含む有害事象において有意な違いはなく、睡眠を改善する効果は小さいので、有害事象の多さは利益を正当化しない可能性があることが示唆されている。このメタアナリシスでは、推奨されないバルビツール酸や抱水クロラールは除外されている。

### 心理療法
認知行動療法は、薬を使わずに多様な精神障害に対応する心理療法のひとつで有効性の広く評価されている。根本的曝露療法 (Basal exposure therapy) は、重症あるいは精神障害が並存している人々に向けて開発され、薬の使用量の減少、機能の全体的評定尺度 (GAF) の向上がみられ、平均5.3年後の追跡調査では、完全に回復していた人々に薬の使用はなく、薬を使用していなかった人々のほうがGAFと雇用状態がよかった。

## 有害作用と離脱症状
精神科の薬は頻繁に副作用を生じ、それ自体が薬についてのトラウマとなり服薬コンプライアンスを弱める。副作用の一部は抗コリン薬（抗ムスカリン薬）のような補助薬品を用いて対症的に治療が可能である。一部のリバウンドや離脱の副作用には、精神病性の急激なあるいは重度の出現か再発が含まれ、服薬を一気に中止する場合に出現する可能性がある。
抗精神病薬には非常にまれに、40度以上の高熱が続き危険な状態になる悪性症候群の可能性がある。

### 依存症と離脱症状
ベンゾジアゼピン系/非ベンゾジアゼピン系の離脱症状や、抗うつ薬や抗精神病薬の離脱症状はアルコールの離脱症状のように2-3週間でおさまるものではなく長期間におよぶ。つまり遷延性離脱症候群を引き起こす可能性がある。
抗うつ薬や抗精神病薬や気分安定薬は、またバルビツール酸系やベンゾジアゼピン系の抗不安薬/睡眠薬は、離脱時に身体症状を引き起こす身体的依存の可能性がある。抗精神病薬の大量投与により生じる副作用に対して処方される抗コリン性の抗パーキンソン病薬もまた、身体症状や不安、不眠などを含むコリン作動性リバウンド症候群を生じるため、慎重な減薬が必要である。覚醒剤には身体的依存はなく、渇望のような精神的依存のみである。
乱用薬物に分類される薬物の中でも、離脱に入院を要し致命的となる可能性があるものは、ベンゾジアゼピン系やバルビツール酸系の鎮静催眠薬およびアルコールのみである。これらの薬物からの離脱の際には、入院デトックスを要するような危険な発作や振戦せん妄(DT)の兆候である頻脈、発汗、手の震えや不安の増加、精神運動性激越、吐き気や嘔吐、一過性の知覚障害の評価が必要である。
世界保健機関は、抗うつ薬のSSRIによるSSRI離脱症候群の報告よりも少ないが、SSRIに対する依存症の報告があることを記しており、またさらに研究者が中断症候群のような用語を用い依存症との関連付けを避けていることも指摘されている。
医師でさえ十分な知識を持ち合わせていない場合は多く、離脱症状について知らなかったり、離脱症状が考慮されなかったり、急激な離脱により離脱症状が強く出る場合がある。依存症の危険性がある薬物なので、深刻になれば複数の医療機関から医薬品を得るようになる可能性がある。しかしながら依存症の危険性についても医師が知らない場合があることが報告されている。処方薬による依存症についての情報提供がなかったり、激しい離脱が生じたことによる訴訟が増加している。
2012年6月にも、ほとんどの医療専門家が依存症を診断し治療するための十分な訓練は受けておらず、科学と実践との間に隔たりがあることが示されている。つまり、この依存症や離脱の理解および実践において非科学的である場合が多いということである。プライマリ・ケア医の94%もが、アルコール依存症の診断に失敗する。いかなるサプリメントにおいても離脱の助けになることを証明する根拠は存在していない。
日本の依存症回復施設において、診療所で処方された鎮静/睡眠薬に対する薬物関連障害（依存症）の数が、覚醒剤に次いで2位までになっている。これらの依存症者の大半は犯罪歴のない女性である。
アルコールや違法薬物の依存症回復施設では急速な離脱やルールを強いて、精神科の薬の依存症に適していない、つまり科学的根拠に基づいていない場合がある。多くの薬物において、急速な離脱は推奨されておらず、薬物依存症の治療が科学的根拠に基づいていないだけである。

### 減薬
多剤大量処方の減薬を行っているセカンドオピニオン医によれば、とりわけ2剤以上の変更は副作用が生じた場合に原因の薬剤を特定するのが困難になるため、悪性症候群のような場合を除き推奨されない。減薬は一度に1剤ずつ、それを一度に10%ごとなど徐々に行うことが推奨される。はじめに依存症が急速に生じる可能性のある抗不安薬/睡眠薬が優先され、これも長時間作用型のものに置換してから徐々に減薬する。抗パーキンソン病薬は、抗精神病薬を減薬した後に慎重に減薬する必要がある。
ベンゾジアゼピン系薬、バルビツール酸系薬、アルコールの離脱に抗精神病薬の使用は推奨できずアリピプラゾール、クエチアピン、リスペンドン、ジプラシドンのような非定型抗精神病薬あるいは、クロルプロマジンのような効果の弱いフェノチアジンは、発作閾値を低下させ離脱症状を悪化させる。

### 他害行為
アメリカ食品医薬品局(FDA)の有害事象報告システム(AERS)のデータから殺人や暴力など他害行為の報告を調査し、484つの医薬品に絞られ、それらの79%を31つの薬が占めた。多くは精神科の薬であり、最も他害行為の傾向が強いものは禁煙薬のバレニクリン（チャンピックス）で18倍、抗うつ薬全体では8.4倍でその種類ではSSRIやSNRIが多く、SSRIのフルオキセチン（プロザック）で10.9倍、パロキセチン（パキシル）10.3倍であった。バレニクリン、フルオキセチン、パロキセチンに続くものは、注意欠陥多動性薬の精神刺激薬類であるアンフェタミン（アデロール）9.6倍、アトモキセチン（ストラテラ）9.0倍であった。睡眠薬では、短時間作用型のものに他害行為の傾向が強く、トリアゾラム8.7倍（ハルシオン、ベンゾジアゼピン系）、ゾルピデム6.7倍（マイスリー、非ベンゾジアゼピン系）、エスゾピクロン4.9倍（ルネスタ、非ベンゾジアゼピン系）であった。ほかの多くは5倍を下回る。なお、アメリカで認可されている医薬品についてである。

## 種類
精神科の薬は主に6つに分類される。
- 抗うつ薬(Antidepressant)は、以下のような異なる障害を治療する、うつ病、気分変調、不安障害。
- 精神刺激薬(Stimulant)は、以下のような障害を治療する、注意欠陥・多動性障害やナルコレプシー、また食欲を抑制する。
- 抗精神病薬(Antipsychotic)は、以下のような精神病を治療する、統合失調症や躁病。
- 気分安定薬(Mood stabilizer)は、双極性障害と統合失調感情障害を治療する。
- 抗不安薬(Anxiolytic)は、不安障害を治療する。
- 抑制薬(Depressant)は、睡眠薬、抗不安薬、また麻酔薬としても用いられる。

幻覚剤(Hallucinogens)は、従来、精神科の薬に用いられており、現在いくつかの用途で再評価されている。

### 抗精神病薬
抗精神病薬(Antipsychotic)は、精神病性障害や統合失調症に起因するような、精神病の様々な症状の治療に用いられる薬である。抗精神病薬はまた、精神病症状がない双極性障害の治療において気分安定薬(mood stabilizer)としても用いられる。抗精神病薬は、時に従来の呼称である神経弛緩薬(neuroleptic drug)と呼ばれ、一部の抗精神病薬は「メジャートランキライザー」に区分される。
抗精神病薬には2つの部類がある：定型抗精神病薬と非定型抗精神病薬。ほとんどの抗精神病薬は、処方箋によってのみ入手できる。
一般的な抗精神病薬：
定型抗精神病薬
- クロルプロマジン（ソラジン）
- ハロペリドール（ハルドール）
- ペルフェナジン（トリラホン）
- チオリダジン（メレリル）
- チオチキセン（英語版）（ナーベン）
- フルペンチキソール（英語版）（フルアンキソール）
- トリフルオペラジン（英語版）（ステラジン）

非定型抗精神病薬
- アリピプラゾール（エビリファイ）
- クロザピン（クロザリル）
- オランザピン（ジプレキサ）
- パリペリドン（インヴェガ）
- クエチアピン（セロクエル）
- リスペリドン（リスパダール）
- ゾテピン(ロドピン)
- ジプラシドン（英語版）（ジオドン）

### 抗うつ薬
抗うつ薬(Antidepressant)はうつ病の治療に用いられ、また頻繁に不安などのほかの障害にも用いられる。たいていの抗うつ薬には、セロトニンかノルアドレナリン、また両方の異化を抑制する作用がある。こうした薬は選択的セロトニン再取り込み阻害薬(SSRI)やセロトニン・ノルアドレナリン再取り込み阻害薬(SNRI)と呼ばれ、うつが体験される域までの減退から神経伝達物質を積極的に阻害する。SSRIやSNRIが顕著に効果を発揮するまでに2-5週間を要する：脳がセロトニンの氾濫を処理しようとし、自己受容体の感受性を下方制御することで反応するのに長くて5週間かかるためである。セロトニンを「制限」する代わりに自己受容体を塞ぐBi-functional SSRIは現在研究中である。別の種類の抗うつ薬はモノアミン酸化酵素阻害薬(MAOI)であり、セロトニンとセロトニンとノルアドレナリンを分解する酵素であるMAOの作用を阻害するとされている。MAOIは主に、三環系抗うつ薬やSSRIがうつ病を予防および改善できない場合にのみ用いられる。MAOIは日本ではその激しい副作用と厳しい食事制限のため、現在パーキンソン病の治療薬としてしか認可されていない。日本では抗うつ薬として認可されていない。
一般的な抗うつ薬:
- フルオキセチン（プロザック）、SSRI（日本では未認可）
- フルボキサミン（ルボックス、デプロメール）、SSRI
- パロキセチン（パキシル、セロクサート）、SSRI
- シタロプラム（セレクサ）、SSRI
- エスシタロプラム（レクサプロ）、SSRI
- セルトラリン（ジェイゾロフト）、SSRI
- デュロキセチン（サインバルタ）、SNRI
- ミルナシプラン（トレドミン）、SNRI
- ベンラファキシン（イフェクサー）、SNRI
- ブプロピオン（ウェルブトリン）、NDRI[161]
- ミルタザピン（リフレックス、レメロン）、NaSSA
- イソカルボキサジド(Marplan)、MAOI（日本では未認可）
- フェネルジン（英語版）（ナルジル）、MAOI（日本では未認可）

### 幻覚剤
幻覚剤（Hallucinogenあるいはpsychedelics）は、従来、精神科の薬に用いられており、現在いくつかの用途で再評価されている。現在違法化されている薬物でも、過去に心理療法に際して研究された国では、違法にこれらの薬物を用いた心理療法が継続されている例がある。また、一般的なイメージとは反対に、幻覚剤は、現行の薬による一時的な処置に過ぎないか、あるいは徐々に悪化していく精神障害を治癒する可能性を示している。難治性あるいは治療抵抗性のうつ病や心的外傷後ストレス障害に対して、投与後の持続的な効果が示唆されている。幻覚剤には離脱症状はなく大麻の離脱症状はまれであり、大麻からの離脱は入院を要さない。MDMAには依存性はないが、使用後の疲労感といった覚醒剤の使用後に生じるような症状が生じる可能性がある。
治療研究が行われている幻覚剤を挙げる：
- シロシビン 抗うつ薬[45]、強迫性障害の治療薬ならびに薬物依存症治療薬[164]。マジックマッシュルームと総称されるキノコ類に含有される成分。
- LSD 抗うつ薬ならびに薬物依存症治療薬[162]
- イボガイン 薬物依存症治療薬[164]。イボガという植物に含有される成分。
- ケタミン 急速動作型抗うつ薬(Rapid-Acting Antidepressants)[121]ならびに薬物依存症治療薬[164]。もともとは解離性麻酔薬だが、幻覚剤として用いられる[162]。
- ジメチルトリプタミン (DMT) 南米の薬草の調合液であるアヤワスカの成分として知られ、6名という少数での試験では摂取後21日目でもうつ病スコアの改善を示した[167]。
- MDMA 向社会的化合物(prosocial compound)[121]。PTSDに対する心理療法の治療率を高める[168][169][170]。
- 医療大麻 各国で医療大麻の使用が認可されている。成分のカンナビジオール (CBD) は、抗精神病薬の特性が報告されている[47]。

### 気分安定薬
気分安定薬(Mood stabilizers)は、1949年にオーストラリア人のジョン・ケイドが、躁病を管理する作用があることを発見して以来普及した。アメリカ食品医薬品局によって認可された初の気分安定薬で、現在一般的な薬になっている炭酸リチウムを主流の治療に取り入れた。多くの抗精神病薬は選択薬として気分安定薬の目的で用いられる。多くの気分安定薬は抗てんかん薬に属する。気分安定薬の作用機序については、解明も理解も十分ではない。
一般的な気分安定薬：
- 炭酸リチウム(リーマス)、初の定型の気分安定薬。
- カルバマゼピン（テグレトール）、抗てんかん薬ならびに気分安定薬。
- オクスカルバゼピン(Trileptal)、抗てんかん薬ならびに気分安定薬。
- バルプロ酸、およびバルプロ酸ナトリウム （デパケン、デパコート、セレニカ）、抗てんかん薬ならびに気分安定薬。
- ラモトリギン（ラミクタール）、非定型の抗てんかん薬ならびに気分安定薬。
- ガバペンチン（ガバペン）、非定型のGABA関連抗てんかん薬ならびに気分安定薬
- プレガバリン、非定型のGABA系抗てんかん薬ならびに気分安定薬
- トピラマート、GABA受容体関連抗てんかん薬ならびに気分安定薬
- オランザピン、非定形の抗精神病薬ならびに気分安定薬

### 精神刺激薬
精神刺激薬(Stimulant)は今日、最も広く処方される薬の一部である。一般に覚醒剤と呼ばれることもある。これらは総じて中枢神経系を刺激する薬である。アデロールはアンフェタミン塩に属し、注意欠陥・多動性障害(ADHD)の治療に頻繁に処方される薬である。 覚せい剤は依存症の可能性があるため、したがって薬物乱用の既往歴がある患者は通常は注意深く観察するか、使用を禁じて代わりのものを与える。用量を漸減せず投薬をいきなり中断した場合、不安や薬物への渇望のような心理的な離脱症状の原因となる。大部分の覚せい剤には身体的依存はない。
一般的な精神刺激薬：
- カフェイン, 定型のメチルキサンチン覚醒剤、世界中の多くの食料品に含まれる
- メチルフェニデート（リタリン、コンサータ）、非定型の覚醒剤[要出典]
- デクスメチルフェニデート（英語版）（フォカリン）、メチルフェニデートの活性D-異性体
- デキストロアンフェタミン（デキセドリン）、追加の活性アンフェタミン異性体
- デキストロアンフェタミンとレボアンフェタミン（アデロール）、D,L-アンフェタミン塩混合
- メタンフェタミン（デソキシン）、強いアンフェタンフェタミン-ベースの覚醒剤
- モダフィニル（プロビジル）、シルデナフィル関連の覚醒剤 (バイアグラ)

### 抗不安薬と睡眠薬
ベンゾジアゼピン系は、睡眠薬、抗不安薬、抗てんかん薬、筋弛緩剤と健忘剤として、短期間―4週間まで―の治療に有効である。これらは過剰投与した場合の危険性や毒性のより少ない傾向のために、バルビツール酸系から広く置き換えられた。しかし、ベンゾジアゼピン系はさらに非ベンゾジアゼピン系（Z薬）に置き換えられた。バルビツール酸系の薬は治療指数が低く、過量服薬の危険性を考慮すると使用は推奨されない。
1960年代、当初は治療用量では依存性がないと考えられていた。しかし現在では、大部分の使用者にバルビツール酸やアルコール離脱と同様の離脱症状を生じさせることが知られており、使用者の約15%に数カ月から数年の間にわたって重度の離脱症状を持続させる可能性がある。
一般的なベンゾジアゼピン系と誘導体を挙げる：
- ジアゼパム（セルシン、ホリゾン）、ベンゾジアゼピン誘導体、抗不安薬
- ニトラゼパム（モガドン）、ベンゾジアゼピン誘導体、睡眠薬
- ゾルピデム（マイスリー、Stilnox）、イミダゾピリジン、非ベンゾジアゼピン誘導体睡眠薬
- ゾピクロン（アモバン）、非ベンゾジアゼピン誘導体睡眠薬（Z薬）
- ザレプロン（英語版）（ソナタ）、非ベンゾジアゼピン誘導体睡眠薬（Z薬）
- クロルジアゼポキシド（コントール、バランス）、ベンゾジアゼピン誘導体、抗不安薬
- アルプラゾラム（ソラナックス、コンスタン）、ベンゾジアゼピン誘導体、抗不安薬
- テマゼパム（レストリル）、ベンゾジアゼピン誘導体
- クロナゼパム（ランドセン、リボトリール）、ベンゾジアゼピン誘導体
- ロラゼパム（ワイパックス）、ベンゾジアゼピン誘導体、抗不安薬